# Maire (burgemeester)

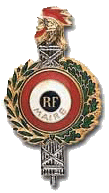
Burgemeestersinsigne (Frankrijk)

Met maire wordt in Frankrijk de burgemeester bedoeld, de voorzitter van de gemeenteraad in een gemeente (Frans: commune). Het woord is verwant met het Nederlandse 'meier' en het Engelse 'mayor'.

## Maire in de Nederlanden
In 1795 werden de Zuidelijke Nederlanden bij Frankrijk ingelijfd en werden alle inwoners van dit gebied Franse staatsburgers, met dezelfde rechten en plichten als alle andere Fransen. Dat gold voor het gehele grondgebied van het huidige België en sinds het Verdrag van Den Haag van 16 mei 1795 ook voor delen van de tegenwoordige Nederlandse provincies Zeeland, Noord-Brabant en Limburg. Alle oude structuren werden in één klap weggevaagd. Tijdens het Directoire (1795-1799) werden de diverse bestuurlijke eenheden bestuurd door 'administrateurs' en 'agents municipaux', vaak Fransen of in elk geval Fransgezinden. De functies van 'maire' (burgemeester) en 'adjoint' (mede-burgemeester) werden hier geïntroduceerd in 1800, ten tijde van het Consulaat, bij de invoering van een nieuwe administratieve indeling van de departementen in arrondissementen, kantons en communes. De maire en adjoints waren de bestuurders van de kleinste administratieve eenheid, de 'commune', samen met de 'conseil municipal' (gemeenteraad), waarvan de leden benoemd werden.
Bij keizerlijk decreet van 9 juli 1810 werd ook het Koninkrijk Holland bij Frankrijk ingelijfd. Een gevolg van de inlijving was dat de functie van schout werd afgeschaft. De schout is vervangen door een procureur en de maire. Tevens hielden per 1 maart 1811 de schepenbanken op een rechtsprekend college te zijn.
Na de Franse tijd in Nederland en België en de geleidelijk invoering van een nieuw staatsbestel onder het Verenigd Koninkrijk der Nederlanden in 1813-1815, werd het ambt van maire in de gemeenten, die vanouds steden waren, aangeduid als burgemeester en in de overige gemeenten als schout. In 1825 werden ook alle schouten verder aangeduid als burgemeester. In Friesland werd de maire weer grietman genoemd, totdat de invoering van de Gemeentewet in 1851 dit voor heel Nederland gelijk trok.
Anders dan in Frankrijk wordt in Franstalig België de term 'maire' niet gebruikt. De gebruikte benaming bourgmestre is evenals de Nederlandse vorm 'burgemeester' afgeleid van het oud-Nederlandse 'burchmeester'. Ook in Congo-Kinshasa (een gewezen Belgische kolonie) wordt de term bourgmestre gehanteerd.